# Ludwig der Heilige (Dourdain)

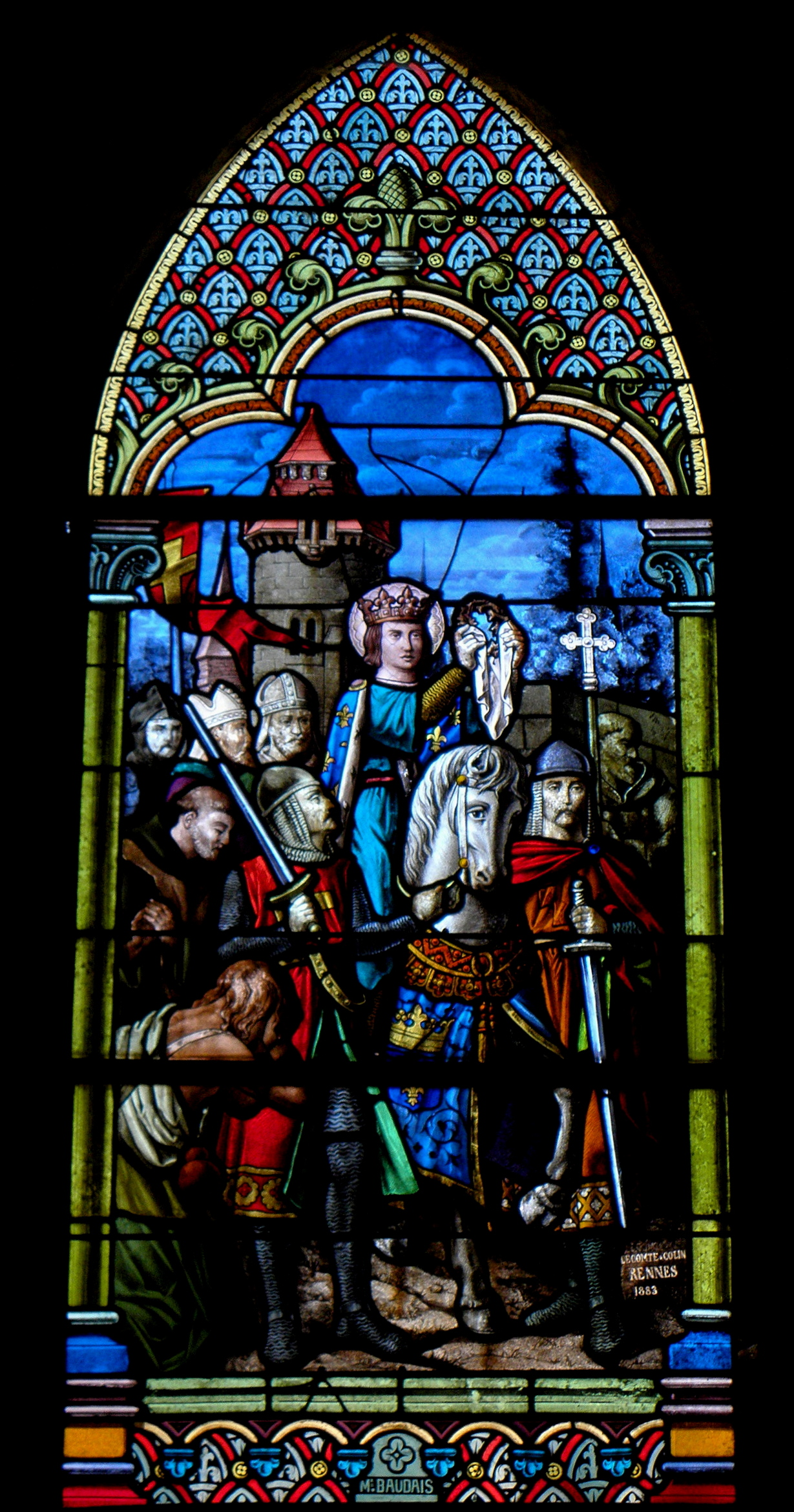
Ludwig der Heilige in Dourdain

Das Fenster Ludwig der Heilige in der katholischen Kirche St-Pierre in Dourdain, einer französischen Gemeinde im Département Ille-et-Vilaine in der Region Bretagne, wurde 1883 geschaffen. Das Bleiglasfenster wurde 1985 als Monument historique in die Liste der geschützten Objekte (Base Palissy) in Frankreich aufgenommen.
Das Fenster Nr. 9 stellt König Ludwig IX. (1214–1270) von Frankreich  dar. Dieser sitzt auf einem Schimmel und wird umringt von Rittern und geistlichen Würdenträgern. Der König zeigt den Männern feierlich die Dornenkrone Christi.  
Im Jahr 1238 kaufte der französische König, Initiator und Teilnehmer beim sechsten Kreuzzug, die Dornenkrone für eine sehr hohe Summe dem lateinischen Kaiser Balduin II., der über Konstantinopel herrschte, ab.
Das Fenster ist rechts unten mit der Signatur „Lecomte Colin Rennes 1883“ versehen. Der Stifter M. Baudai, ein Geistlicher, wird ebenfalls in der Mitte unten genannt. Die anderen zehn Fenster der Kirche, die von 1882 bis 1884 hergestellt wurden, stammen ebenfalls aus dem Atelier Lecomte et Colin. 